# Söderköping (comune)
Söderköping è un comune svedese di 14 079 abitanti, situato nella contea di Östergötland. Il suo capoluogo è la città omonima.

## Località
Nel territorio comunale sono comprese le seguenti aree urbane (tätort):
- Mogata
- Östra Ryd
- Snöveltorp
- Söderköping
- Västra Husby

## Monumenti e luoghi d'interesse
- Castello di Stegeborg